# Tour de California 2013
La 8.ª edición del Tour de California se disputó desde el 12 hasta el 19 de mayo de 2013.
Por primera vez el recorrido se realizó de sur a norte y contó como es habitual con 8 etapas comenzando en Escondido y finalizando en Santa Rosa tras algo más de 1.170 km. De las 8 etapas, una fue contrarreloj y dos culminaron con llegada en alto, la 2.ª en Palm Springs y la 7.ª, donde se estrenó el Monte Diablo como llegada.
Integrada al calendario UCI America Tour, dentro de la categoría 2.HC (máxima categoría) fue la 15.ª carrera de dicha competición.

## Equipos participantes
Al igual que en la edición anterior, participaron 16 equipos. Ocho ProTeam, tres Profesionales Continentales y 5 Continentales. Todos los equipos partieron con ocho ciclistas excepto el RadioShack Leopard que lo hizo con 7 tras la baja a último momento de Benjamin King, formando así un pelotón de 127 corredores de los que finalizaron 111.
Dentro de los destacados del pelotón, estuvo la presencia de Peter Sagan, Tejay Van Garderen, Philippe Gilbert, Andy Schleck, David Zabriskie, Tyler Farrar, Sylvain Chavanel, Michael Rogers, Thomas De Gendt o Francisco Mancebo.
| N.º | Ciclista        | Posición |
| 1   | Jens Voigt      | 32.º     |
| 2   | Matthew Busche  | 6.º      |
| 3   | Laurent Didier  | 16.º     |
| 4   | Markel Irizar   | 48.º     |
| 5   | Bob Jungels     | 33.º     |
| 7   | Andy Schleck    | 25.º     |
| 8   | Haimar Zubeldia | 17.º     |

| N.º | Ciclista          | Posición |
| 11  | David Zabriskie   | NP-6     |
| 12  | Rohan Dennis      | 39.º     |
| 13  | Caleb Fairly      | 47.º     |
| 14  | Tyler Farrar      | 68.º     |
| 15  | Alex Howes        | 69.º     |
| 16  | Lachlan Morton    | 55.º     |
| 17  | Jacob Rathe       | 34.º     |
| 18  | Johan Vansummeren | 109      |

| N.º | Ciclista                 | Posición |
| 21  | Sylvain Chavanel         | 37.º     |
| 22  | Kevin De Weert           | 58.º     |
| 23  | Bert Grabsch             | AB-3     |
| 24  | Gianni Meersman          | 28.º     |
| 25  | Pieter Serry             | NP-3     |
| 26  | Guillaume Van Keirsbulck | 49.º     |
| 27  | Stijn Vandenbergh        | AB-1     |
| 28  | Carlos Verona            | 80.º     |

| N.º | Ciclista           | Posición |
| 31  | Tejay Van Garderen | 1.º      |
| 32  | Brent Bookwalter   | 24.º     |
| 33  | Mathias Frank      | 4.º      |
| 34  | Philippe Gilbert   | NP-4     |
| 35  | Thor Hushovd       | 90.º     |
| 36  | Amaël Moinard      | 23.º     |
| 37  | Marco Pinotti      | 41.º     |
| 38  | Michael Schär      | 29.º     |

| N.º | Ciclista          | Posición |
| 41  | Wesley Sulzberger | 46.º     |
| 42  | Fumiyuki Beppu    | HD-1     |
| 43  | Baden Cooke       | 57.º     |
| 44  | Mitchell Docker   | 59.º     |
| 45  | Michael Hepburn   | HD-1     |
| 46  | Michael Matthews  | 67.º     |
| 47  | Cameron Meyer     | 5.º      |
| 48  | Travis Meyer      | 79.º     |

| N.º | Ciclista         | Posición |
| 51  | Peter Sagan      | 56.º     |
| 52  | Maciej Bodnar    | 84.º     |
| 53  | Guillaume Boivin | 89.º     |
| 54  | Mauro Da Dalto   | NP-3     |
| 55  | Lucas Haedo      | 81.º     |
| 56  | Ted King         | 27.º     |
| 57  | Kristjan Koren   | 65.º     |
| 58  | Brian Vandborg   | 15.º     |

| N.º | Ciclista             | Posición |
| 61  | Michael Rogers       | 2.º      |
| 62  | Jonathan Cantwell    | AB-5     |
| 63  | Timothy Duggan       | 91.º     |
| 64  | Jonas Aaen Jørgensen | 74.º     |
| 65  | Jay McCarthy         | 51.º     |
| 66  | Michael Mørkøv       | 61.º     |
| 67  | Matteo Tosatto       | 66.º     |
| 68  | Oliver Zaugg         | 38.º     |

| N.º | Ciclista            | Posición |
| 71  | Thomas De Gendt     | 52.º     |
| 72  | Kris Boeckmans      | 107.º    |
| 73  | Juan Antonio Flecha | 22.º     |
| 74  | Wesley Kreder       | 108.º    |
| 75  | Bert-Jan Lindeman   | 86.º     |
| 76  | Tomasz Marczynski   | AB-2     |
| 77  | Boy van Poppel      | 71.º     |
| 78  | Lieuwe Westra       | 20.º     |

| N.º | Ciclista        | Posición |
| 81  | Marc de Maar    | 12.º     |
| 82  | Philip Deignan  | 9.º      |
| 83  | Lucas Euser     | 18.º     |
| 84  | Aldo Ino Ilešič | 103.º    |
| 85  | Chris Jones     | 72.º     |
| 86  | Jacobe Keough   | 97.º     |
| 87  | Jeff Louder     | 83.º     |
| 88  | John Murphy     | 98.º     |

| N.º | Ciclista          | Posición |
| 91  | Chad Beyer        | 21.º     |
| 92  | Matthew Brammeier | 75.º     |
| 93  | Chris Butler      | 44.º     |
| 94  | Chun Kai Feng     | HD-6     |
| 95  | Gregor Gazvoda    | 93.º     |
| 96  | Ryan Roth         | 62.º     |
| 97  | Bobbie Traksel    | 110.º    |
| 98  | Kin San Wu        | 100.º    |

| N.º | Ciclista         | Posición |
| 101 | Leopold König    | 11.º     |
| 102 | Cesare Benedetti | 101.º    |
| 103 | David de la Cruz | 13.º     |
| 104 | Zakkari Dempster | 88.º     |
| 105 | Bartosz Huzarski | 19.º     |
| 106 | José Mendes      | 35.º     |
| 107 | Daniel Schorn    | 77.º     |
| 108 | Paul Voss        | 30.º     |

| N.º | Ciclista                 | Posición |
| 111 | Chris Baldwin            | 36.º     |
| 112 | Phillip Gaimon           | HD-3     |
| 113 | Carter Jones             | 60.º     |
| 114 | Michael Torckler         | 64.º     |
| 115 | Jonathan Patrick McCarty | 76.º     |
| 116 | Jason McCartney          | 102.º    |
| 117 | Frank Pipp               | 96.º     |
| 118 | Jeremy Vennell           | 42.º     |

| N.º | Ciclista        | Posición |
| 121 | Chad Haga       | 10.º     |
| 122 | Jesse Anthony   | 92.º     |
| 123 | Alex Candelario | 45.º     |
| 124 | Marsh Cooper    | 105.º    |
| 125 | Ken Hanson      | 78.º     |
| 126 | Thomas Soladay  | 99.º     |
| 127 | Tom Zirbel      | AB-3     |
| 128 | Scott Zwizanski | 87.º     |

| N.º | Ciclista           | Posición |
| 131 | Janier Acevedo     | 3.º      |
| 132 | James Driscoll     | 106.º    |
| 133 | Juan José Haedo    | AB-2     |
| 134 | Ben Jacques-Maynes | 70.º     |
| 135 | Carson Miller      | 111.º    |
| 136 | Guido Palma        | AB-3     |
| 137 | Luis Romero Amaran | 53.º     |
| 138 | Tyler Wren         | 94.º     |

| N.º | Ciclista         | Posición |
| 141 | Nathan Brown     | 54.º     |
| 142 | Lawson Craddock  | 8.º      |
| 143 | Antoine Duchesne | 63.º     |
| 144 | Ryan Eastman     | 82.º     |
| 145 | Gavin Mannion    | 26.º     |
| 146 | James Oram       | 104.º    |
| 147 | Tanner Putt      | 31.º     |
| 148 | Jasper Stuyven   | 40.º     |

| N.º | Ciclista          | Posición |
| 151 | Francisco Mancebo | 7.º      |
| 152 | Nathaniel English | 14.º     |
| 153 | Max Jenkins       | 43.º     |
| 154 | Shawn Milne       | 95.º     |
| 155 | Taylor Sheldon    | HD-1     |
| 156 | James Stemper     | 50.º     |
| 157 | Robert Sweeting   | 73.º     |
| 158 | David Williams    | 85.º     |

| Leyenda | Leyenda | Leyenda  | Leyenda                                                                                              |
| ------- | --- | -------- | --- |
| N.º     | Dorsal de salida del ciclista | Posición | Posición final en la clasificación general                                                           |
| NP      | Indica un ciclista que no ha tomado la salida en una etapa, seguido del número de etapa en la que no tomó la salida                | AB       | Indica un ciclista que no ha finalizado una etapa, seguido del número de etapa en que se ha retirado |
| HD      | Indica un ciclista que ha finalizado una etapa fuera de control, seguido del número de etapa en la que ocurrió dicha circunstancia | EX       | Corredor excluido por no respetar el reglamento                                                      |

## Etapas
| Etapa | Fecha      | Recorrido                   | Km         | Ganador            | Líder              |
| 1.ª   | 12 de mayo | Escondido-Escondido         | 165,2      | Lieuwe Westra      | Lieuwe Westra      |
| 2.ª   | 13 de mayo | Murrieta-Palm Springs       | 199,7      | Janier Acevedo     | Janier Acevedo     |
| 3.ª   | 14 de mayo | Palmdale-Santa Clarita      | 177,5      | Peter Sagan        | Janier Acevedo     |
| 4.ª   | 15 de mayo | Santa Clarita-Santa Bárbara | 134,6      | Tyler Farrar       | Janier Acevedo     |
| 5.ª   | 16 de mayo | Santa Bárbara-Avilla Beach  | 185,7      | Jens Voigt         | Tejay Van Garderen |
| 6.ª   | 17 de mayo | San José-San José           | 31,6 (CRI) | Tejay Van Garderen | Tejay Van Garderen |
| 7.ª   | 18 de mayo | Livermore -Monte Diablo     | 147,1      | Leopold König      | Tejay Van Garderen |
| 8.ª   | 19 de mayo | San Francisco-Santa Rosa    | 129,9      | Peter Sagan        | Tejay Van Garderen |

## Clasificaciones finales

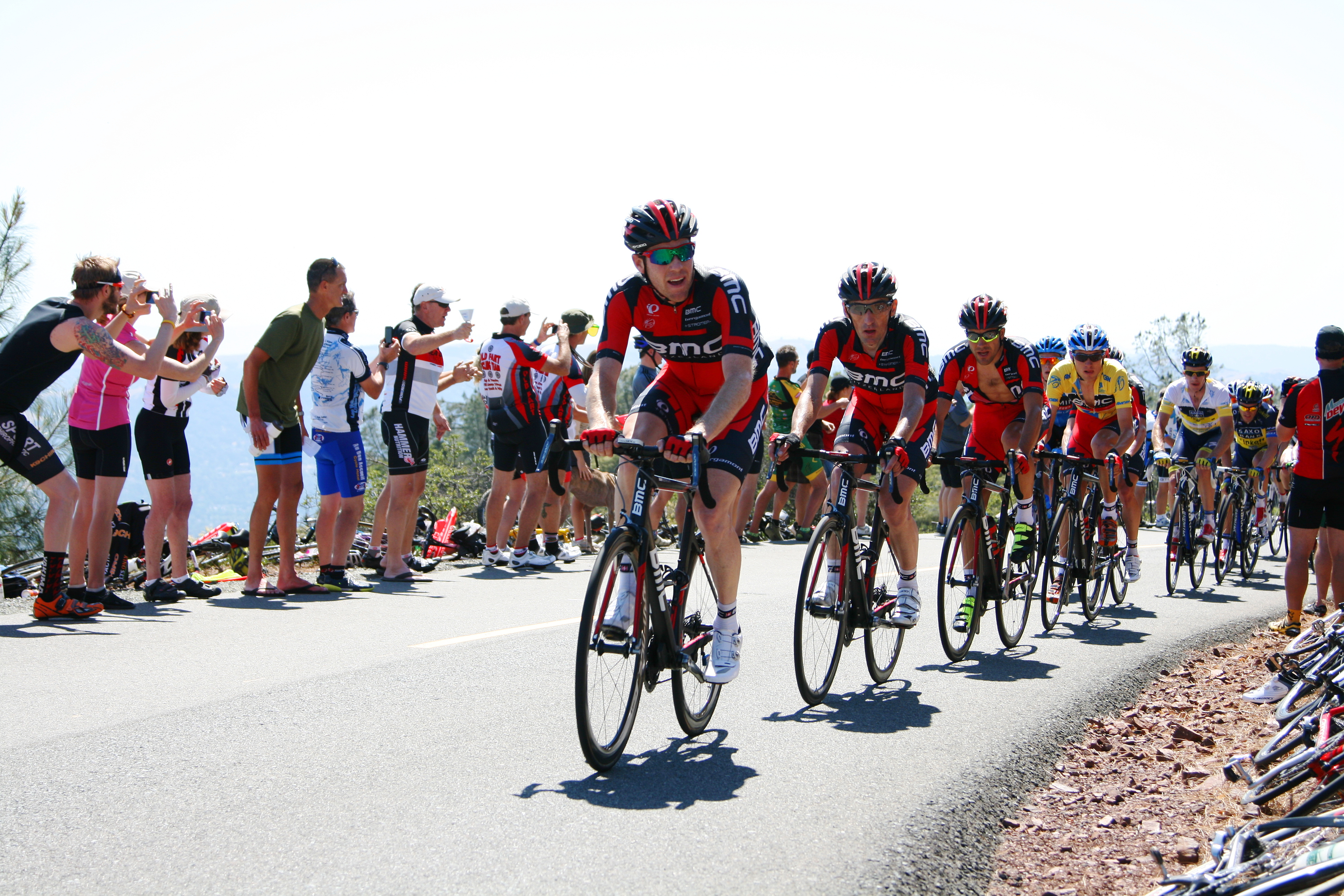
El BMC lleva Tejay Van Garderen en el ascenso al Monte Diablo.

- Las clasificaciones finalizaron de la siguiente forma:

### Clasificación individual
| Posición | Ciclista           | Equipo                         | Tiempo           |
| -------- | ------------------ | ------------------------------ | ---------------- |
|          | Tejay Van Garderen | BMC Racing                     | 29 h 43 min 00 s |
| 2.º      | Michael Rogers     | Saxo-Tinkoff                   | a 1 min 47 s     |
| 3.º      | Janier Acevedo     | Jamis-Hagens Berman            | a 3 min 26 s     |
| 4.º      | Mathias Frank      | BMC Racing                     | a 3 min 32 s     |
| 5.º      | Cameron Meyer      | Orica GreenEDGE                | a 3 min 33 s     |
| 6.º      | Matthew Busche     | RadioShack Leopard             | a 3 min 50 s     |
| 7.º      | Francisco Mancebo  | 5 Hour Energy                  | a 4 min 52 s     |
| 8.º      | Lawson Craddock    | Bontrager                      | a 5 min 24 s     |
| 9.º      | Philip Deignan     | UnitedHealthcare               | a 5 min 33 s     |
| 10.º     | Chad Haga          | Optum-Kelly Benefit Strategies | a 5 min 52 s     |

| 11.º | Leopold König     | NetApp-Endura      | a 6 min 03 s  |
| 12.º | Marc de Maar      | UnitedHealthcare   | a 6 min 28 s  |
| 13.º | David de la Cruz  | NetApp-Endura      | a 8 min 58 s  |
| 14.º | Nathaniel English | 5 Hour Energy      | a 11 min 17 s |
| 15.º | Brian Vandborg    | Cannondale         | a 11 min 32 s |
| 16.º | Laurent Didier    | RadioShack Leopard | a 11 min 40 s |
| 17.º | Haimar Zubeldia   | RadioShack Leopard | a 11 min 51 s |
| 18.º | Lucas Euser       | UnitedHealthcare   | a 12 min 41 s |
| 19.º | Bartosz Huzarski  | NetApp-Endura      | a 14 min 29 s |
| 20.º | Lieuwe Westra     | Vacansoleil-DCM    | a 14 min 59 s |

### Clasificación por puntos
| Posición | Ciclista        | Equipo                  | Puntos |
| -------- | --------------- | ----------------------- | ------ |
|          | Peter Sagan     | Cannondale              | 53     |
| 2.º      | Tyler Farrar    | Garmin Sharp            | 47     |
| 3.º      | Gianni Meersman | Omega Pharma-Quick Step | 31     |

### Clasificación de la montaña
| Posición | Ciclista       | Equipo              | Puntos |
| -------- | -------------- | ------------------- | ------ |
|          | Carter Jones   | Bissell             | 47     |
| 2.º      | Janier Acevedo | Jamis-Hagens Berman | 18     |
| 3.º      | Andy Schleck   | RadioShack Leopard  | 17     |

### Clasificación de los jóvenes
| Posición | Ciclista        | Equipo    | Tiempo           |
| -------- | --------------- | --------- | ---------------- |
|          | Lawson Craddock | Bontrager | 29 h 48 min 24 s |
| 2.º      | Gavin Mannion   | Bontrager | a 15 min 26 s    |
| 3.º      | Tanner Putt     | Bontrager | a 18 min 09 s    |

### Clasificación por equipos
| Posición | Equipo             | Tiempo           |
| -------- | ------------------ | ---------------- |
|          | BMC Racing         | 89 h 21 min 37 s |
| 2.º      | RadioShack Leopard | a 8 min 09 s     |
| 3.º      | UnitedHealthcare   | a 12 min 02 s    |
| 4.º      | 5 Hour Energy      | a 13 min 24 s    |
| 5.º      | NetApp-Endura      | a 14 min 43 s    |

## Evolución de las clasificaciones
| Etapa (Vencedor)                     | Clasificación general | Clasificación por puntos | Clasificación de la montaña | Clasificación de los jóvenes | Clasificación por equipos | Premio de la combatividad |
| ------------------------------------ | --------------------- | ------------------------ | --------------------------- | ---------------------------- | ------------------------- | ------------------------- |
| 1.ª etapa (Lieuwe Westra)            | Lieuwe Westra         | Lieuwe Westra            | Carter Jones                | Jasper Stuyven               | 5 Hour Energy             | James Stemper             |
| 2.ª etapa (Janier Acevedo)           | Janier Acevedo        | Lieuwe Westra            | Carter Jones                | Lawson Craddock              | UnitedHealthcare          | Sylvain Chavanel          |
| 3.ª etapa (Peter Sagan)              | Janier Acevedo        | Lieuwe Westra            | Carter Jones                | Lawson Craddock              | UnitedHealthcare          | Chad Beyer                |
| 4.ª etapa (Tyler Farrar)             | Janier Acevedo        | Peter Sagan              | Carter Jones                | Lawson Craddock              | UnitedHealthcare          | Nathan Brown              |
| 5.ª etapa (Jens Voigt)               | Tejay van Garderen    | Peter Sagan              | Carter Jones                | Lawson Craddock              | UnitedHealthcare          | Jens Voigt                |
| 6.ª etapa (CRI) (Tejay Van Garderen) | Tejay van Garderen    | Peter Sagan              | Carter Jones                | Lawson Craddock              | BMC                       | Michael Rogers            |
| 7.ª etapa (Leopold König)            | Tejay van Garderen    | Peter Sagan              | Carter Jones                | Lawson Craddock              | BMC                       | Lieuwe Westra             |
| 8.ª etapa (Peter Sagan)              | Tejay van Garderen    | Peter Sagan              | Carter Jones                | Lawson Craddock              | BMC                       | Jason McCartney           |
| Final                                | Tejay van Garderen    | Peter Sagan              | Carter Jones                | Lawson Craddock              | BMC                       |                           |

## UCI America Tour
La carrera al estar integrada al calendario internacional americano 2012-2013 otorga puntos para dicho campeonato. El baremo de puntuación es el siguiente:
| Posición                    | 1.º | 2.º | 3.º | 4.º | 5.º | 6.º | 7.º | 8.º | 9.º | 10.º | 11.º | 12.º | 13.º | 14.º | 15.º |
| Clasificación general final | 100 | 70  | 40  | 30  | 25  | 20  | 15  | 10  | 9   | 8    | 7    | 6    | 5    | 4    | 3    |
| Por etapa                   | 20  | 14  | 8   | 7   | 6   | 5   | 4   | 2   |     |      |      |      |      |      |      |
| Lider General por etapa     | 10  |     |     |     |     |     |     |     |     |      |      |      |      |      |      |

- Nota:Los puntos que obtuvieron ciclistas de equipos UCI ProTeam, no son tomados en cuenta en ésta clasificación, ya que el UCI America Tour es una clasificación cerrada a ciclistas de equipos Profesionales Continentales, Continentales y amateurs.

### Clasificación individual
| Ciclista          | Equipo                         | Puntos por la clasificación final | Puntos de etapa | Puntos de líder | Total |
| ----------------- | ------------------------------ | --------------------------------- | --------------- | --------------- | ----- |
| Janier Acevedo    | Jamis-Hagens Berman            | 40                                | 34              | 30              | 104   |
| Francisco Mancebo | 5 Hour Energy                  | 15                                | 18              | -               | 33    |
| Leopold König     | NetApp-Endura                  | 7                                 | 22              | -               | 29    |
| Ken Hanson        | Optum-Kelly Benefit Strategies | -                                 | 20              | -               | 20    |
| Philip Deignan    | UnitedHealthcare               | 9                                 | 8               | -               | 17    |
| Lawson Craddock   | Bontrager                      | 10                                | 4               | -               | 14    |
| Daniel Schorn     | NetApp-Endura                  | -                                 | 14              | -               | 14    |
| Chad Haga         | Optum-Kelly Benefit Strategies | 8                                 | 5               | -               | 13    |
| Alex Candelario   | Optum-Kelly Benefit Strategies | -                                 | 12              | -               | 12    |
| Marc de Maar      | UnitedHealthcare               | 6                                 | -               | -               | 6     |
| Jasper Stuyven    | Bontrager                      | -                                 | 6               | -               | 6     |
| David de la Cruz  | NetApp-Endura                  | 5                                 | -               | -               | 5     |
| Nathaniel English | 5 Hour Energy                  | 4                                 | -               | -               | 4     |
| Jacobe Keough     | UnitedHealthcare               | -                                 | 2               | -               | 2     |

### Clasificación por equipos
Los equipos que obtuvieron puntos fueron los siguientes:
| Equipo                         | Puntos |
| ------------------------------ | ------ |
| Jamis-Hagens Berman            | 104    |
| NetApp-Endura                  | 48     |
| Optum-Kelly Benefit Strategies | 45     |
| 5 Hour Energy                  | 37     |
| UnitedHealthcare               | 25     |
| Bontrager Cycling Team         | 20     |

### Clasificación por países
Los países que obtuvieron puntos fueron los siguientes:
| País                  | Puntos |
| --------------------- | ------ |
| Colombia              | 104    |
| Estados Unidos        | 65     |
| España                | 38     |
| República Checa       | 29     |
| Irlanda               | 17     |
| Austria               | 14     |
| Bélgica               | 6      |
| Antillas Neerlandesas | 6      |

1. 1 2 3 4 5  Sus puntos van a la clasificación por países del UCI Europe Tour.